# 쾨페트다그 아시가바트
쾨페트다그 아시가바트는 아시가바트를 연고로 하는 투르크메니스탄의 축구단이다. 현재 요카리 리가에 참가하고 있다.

## 우승
- 요카리 리가 (6): 1992, 1993, 1994, 1995, 1998, 2000
- 투르크메니스탄 1부 리그 (1): 2015
- 투르크메니스탄컵 (8): 1992, 1993, 1994, 1997, 1999, 2000, 2001, 2018